# スタンドバイミー (漫画)
『スタンドバイミー』は大羽隆廣による漫画作品。「週刊少年マガジン」2008年15号から31号まで連載。

## 概要
2008年、日本は戦争中という設定の恋愛漫画。「壮大なスケールで描く、近未来青春ラブストーリー」と言う、うたい文句である。

## ストーリー
2008年、日本のどこかで戦争が起こり既に自衛隊から3万人の犠牲者を記録したため、各高校から1名ずつ自衛隊へ入隊する事が決められた。不真面目で校内の厄介者だった主人公・友也はその候補になっていた。そのことを偶然知った友也の幼馴染であるユキは、友也には内緒で代わりに自衛隊に入隊する。事実を知った友也はユキを追って自衛隊の訓練地を目指した。

## 登場人物
宮本友也（みやもと ともや）
本作品の主人公。素行不良で二度の停学を受けており、退学も時間の問題といわれるほどの問題児。
作中でもたびたび暴力を振るうことがあったが、ハーモニカが趣味というかわいい一面もある。
母と幼馴染のユキと3人で暮らしていた。ユキに好意がある。
伊藤ユキ（いとう ゆき）
ヒロイン。友也の幼馴染で漬け物が好物。両親を亡くし、友也の家に居候していた。
友也とは少なからず連絡を取っており、陽子に矢島の事を教えるのに協力した。ぬか漬けが好き。
矢島進（やじま すすむ）
男子高校生。片想いしていた陽子が徳永の机と間違えて手紙と携帯電話を入れたため、徳永のつもりで陽子とメールのやり取りをしていた。陽子が本当のことを知ったため徳永を名乗らず友也達とも仲良くなった。
田村陽子（たむら ようこ）
女子高生。徳永に片想いしており自衛隊に入隊する前に携帯電話と手紙を置いていくが、間違えて矢島の机に入れてしまい、徳永に成りすました矢島とメールのやり取りをしている。友也達の協力でメール相手が徳永でない事を知り矢島の想いに気付く。
徳永（とくなが）
矢島の同級生。陽子に惚れられていたが気付いていない。矢島と仲が良い。
武蔵野始（むさしの はじめ）
戦争ジャーナリスト。元自衛隊員で戦車部隊の経験もあり、右足は義足。
爆撃された駐屯地を撮影中に友也と知り合い協力する。

## 単行本
1. 2008年5月16日発売 ISBN 978-4063639933
2. 2008年7月17日発売 ISBN 978-4063840186